# Altay SK
Altay Spor Kulübü – turecki klub piłkarski, grający w TFF 2. Lig, mający siedzibę w mieście Izmir, leżącym w zachodniej części Turcji.

## Historia
Altay został założony 16 stycznia 1914 roku w celu połączenia Turków do uprawiania sportu i uczestniczenia w zawodach piłkarskich w mieście Izmir. Pierwsza nazwa klubu to Hilal, ale w 1915 roku zmieniono ją na Altay. Wkład w założenie klubu mieli politycy tureccy, a także późniejszy prezydent Turcji Celal Bayar. W 1918 roku Altay rozegrał mecz z włoskim klubem Garibaldi i wygrał 10:0. Zwycięstwo to miało duże znaczenie dla tureckiego społeczeństwa, gdyż w tym czasie włoska armia stacjonowała w Izmirze. Po tej porażce Włosi zawiesili wszystkie sportowe rozgrywki w mieście, w których uczestniczyli, a klub Garibaldi został rozwiązany przez włoskiego konsula.
W latach 20. wielu piłkarzy i kibiców Altayu brało udział w wojnie domowej. Po jej zakończeniu założyciel republiki Mustafa Kemal Atatürk jednemu ze swoich dowódców Fahrettinowi Paşy nadał przydomek "Altay" by uhonorować tych ludzi.
Największe sukcesy klubu to dwukrotne zdobycie Pucharu Turcji. W 1967 roku zespół zremisował w finale z lokalnym rywalem Göztepe A.Ş. 2:2, ale wygrał dzięki losowaniu monetą. W 1980 roku Altay okazał się lepszy od Galatasaray SK w pierwszym meczu wygrywając 1:0, a w drugim remisując 1:1 po dogrywce.

## Sukcesy
- Mistrzostwa Turcji
  - wicemistrzostwo (2): 1934, 1951
  - 3. miejsce (3): 1956/1957, 1969/1970, 1976/1977
- Liga İzmiru
  - zwycięstwo (12): 1924, 1925, 1928, 1929, 1931, 1934, 1937, 1941, 1946, 1948, 1951, 1954, 1957, 1958
- Puchar Turcji
  - zwycięstwo (2): 1967, 1980
  - finał (5): 1964, 1968, 1972, 1979, 1986

## Europejskie puchary
Legenda do wszystkich tabel:
- Q – runda eliminacyjna, 1/16, 1/8, 1/4, 1/2 – odpowiednia faza rozgrywek, Grupa – runda grupowa, 1r gr – pierwsza runda grupowa, 2r gr – druga runda grupowa, F – finał, R – runda, PO – play-off
- k. – rzuty karne, los. – losowanie, Dogr. – dogrywka, w. – zasada bramek strzelonych na wyjeździe

| Sezon   | Rozgrywki                 | Runda | Klub               | Dom | Wyjazd | Ogólnie |
| ------- | ------------------------- | ----- | ------------------ | --- | ------ | ------- |
| 1962/63 | Puchar Miast Targowych    | 1R    | AS Roma            | 2–3 | 1–10   | 3–13    |
| 1967/68 | Puchar Zdobywców Pucharów | 1R    | Standard Liège     | 2–3 | 0–0    | 2–3     |
| 1968/69 | Puchar Zdobywców Pucharów | 1R    | Lyn Fotball        | 3–1 | 1–4    | 4–5     |
| 1969/70 | Puchar Miast Targowych    | 1R    | FC Carl Zeiss Jena | 0–0 | 0–1    | 0–1     |
| 1977/78 | Puchar UEFA               | 2R    | FC Carl Zeiss Jena | 4–1 | 1–5    | 5–6     |
| 1980/81 | Puchar Zdobywców Pucharów | Q     | SL Benfica         | 0–0 | 0–4    | 0–4     |
| 1998    | Puchar Intertoto          | 1R    | Shamrock Rovers    | 3–1 | 2–3    | 5–4     |
| 1998    | Puchar Intertoto          | 2R    | Diósgyőri VTK      | 1–1 | 1–0    | 2–1     |
| 1998    | Puchar Intertoto          | 3R    | SC Bastia          | 3–2 | 0–2    | 3–4     |

## Reprezentanci kraju grający w klubie
- Dave Mitchell
- Sead Halilović
- Kenan Hasagić
- Ilja Grujew
- Ilian Iliew
- Władko Szałamanow
- Reza Szahroudi
- Alioum Boukar
- Emmanuel Effa Owona
- Patrick Pascal
- Ilszat Fajzulin
- Ionel Dănciulescu
- Miodrag Ješić
- İbrahim Akın
- Saffet Akyüz
- Çağdaş Atan
- Necati Ateş
- Ali Eren Beşerler
- Mustafa Denizli
- Şanver Göymen
- Sinan Kaloğlu
- Alpay Özalan
- Hasan Özer
- Fatih Tekke
- Kenan Yelek
- Serhij Husiew
- Jurij Szełepnycki
- Norman Mapeza